# Achelia (Cypr)
Achelia (gr. Αχέλεια) – wieś w Republice Cypryjskiej, w dystrykcie Pafos. Miejscowość leży 7 km na południe od Pafos na wysokości 35 m n.p.m. W pobliżu Achelii znajduje się międzynarodowy port lotniczy Pafos. W 2011 roku liczyła 145 mieszkańców.
W Achelii znajduje się XVIII-wieczny kościół Ajos Jeorios. Nazwa miejscowości pochodzi od francuskiego słowa L'Eschelle i oznacza port.